# Dekanat Jindřichův Hradec
Dekanat Jindřichův Hradec – jeden z 10 dekanatów diecezji czeskobudziejowickiej w Czechach. W jego skład wchodzi 31 parafii. 

## Lista parafii
| Lp. | Miejscowość                 | Parafia                                                 |
| --- | --------------------------- | ------------------------------------------------------- |
| 1   | Blažejov                    | Parafia św. Elżbiety                                    |
| 2   | České Velenice              | Parafia św. Agnieszki Czeskiej                          |
| 3   | Číměř                       | Parafia św. Idziego                                     |
| 4   | Člunek                      | Parafia św. Jana Nepomucena                             |
| 5   | Deštná u Jindřichova Hradce | Parafia św. Ottona                                      |
| 6   | Dvory nad Lužnicí           | Parafia Wniebowzięcia Najświętszej Maryi Panny          |
| 7   | Horní Pěna                  | Parafia św. Michała                                     |
| 8   | Hůrky                       | Parafia św. Jakuba Starszego Apostoła                   |
| 9   | Chlum u Třeboně             | Parafia Wniebowzięcia Najświętszej Maryi Panny          |
| 10  | Jarošov nad Nežárkou        | Parafia św. Prokopa Opata                               |
| 11  | Jindřichův Hradec           | Parafia Wniebowzięcia Najświętszej Maryi Panny          |
| 12  | Kardašova Řečice            | Parafia Narodzenia św. Jana Chrzciciela                 |
| 13  | Klášter                     | Parafia Trójcy Przenajświętszej                         |
| 14  | Kostelní Radouň             | Parafia św. Wita                                        |
| 15  | Krabonoš                    | Parafia św. Jana Chrzciciela                            |
| 16  | Kunžak                      | Parafia św. Bartłomieja                                 |
| 17  | Lodhéřov                    | Parafia Świętych Apostołów Piotra i Pawła               |
| 18  | Lomnice nad Lužnicí         | Parafia św. Jana Chrzciciela                            |
| 19  | Lutová                      | Parafia Wszystkich Świętych                             |
| 20  | Majdalena                   | Parafia św. Marii Magdaleny                             |
| 21  | Nová Bystřice               | Parafia Świętych Apostołów Piotra i Pawła               |
| 22  | Nová Včelnice               | Parafia Wniebowzięcia Najświętszej Maryi Panny          |
| 23  | Novosedly nad Nežárkou      | Parafia św. Wacława                                     |
| 24  | Pluhův Žďár                 | Parafia Narodzenia Najświętszej Maryi Panny             |
| 25  | Rapšach                     | Parafia św. Zygmunta                                    |
| 26  | Roseč                       | Parafia św. Szymona i św. Judy i św. Anny               |
| 27  | Staré Město pod Landštejnem | Parafia Wniebowzięcia Najświętszej Maryi Panny          |
| 28  | Stráž nad Nežárkou          | Parafia Świętych Apostołów Piotra i Pawła               |
| 29  | Strmilov                    | Parafia św. Idziego                                     |
| 30  | Suchdol nad Lužnicí         | Parafia św. mikołaja                                    |
| 31  | Třeboň                      | Parafia Najświętszej Maryi Panny Królowej i św. Idziego |